# 尼克·罗杰斯
尼克·罗杰斯（英語：Nick Rogers，1977年10月4日—），英国男子帆船运动员。他曾代表英国参加2000年、2004年和2008年夏季奥林匹克运动会帆船比赛，获得二枚银牌，均来自男子470级项目。